# 圣费利克斯德帕利耶尔
圣费利克斯-德帕利耶尔（法語：Saint-Félix-de-Pallières，法語發音：[sɛ̃ feliks də paljɛʁ]）是法国加尔省的一个市镇，属于勒维冈区。

## 地理
圣费利克斯-德帕利耶尔（44°1'23"N, 3°55'57"E）面积18.87 平方千米，位于法国奧克西塔尼大區加尔省，该省份为法国南部沿海省份，南端濒地中海，北起顺时针与阿尔代什省、沃克吕兹省、罗讷河口省、埃罗省、阿韦龙省和洛泽尔省接壤。
与圣费利克斯-德帕利耶尔接壤的市镇（或旧市镇、城区）包括：迪尔福和圣马丹德索斯纳克、弗雷萨克、莫诺布莱、托尔纳克、瓦布尔。
圣费利克斯-德帕利耶尔的时区为UTC+01:00、UTC+02:00（夏令时）。

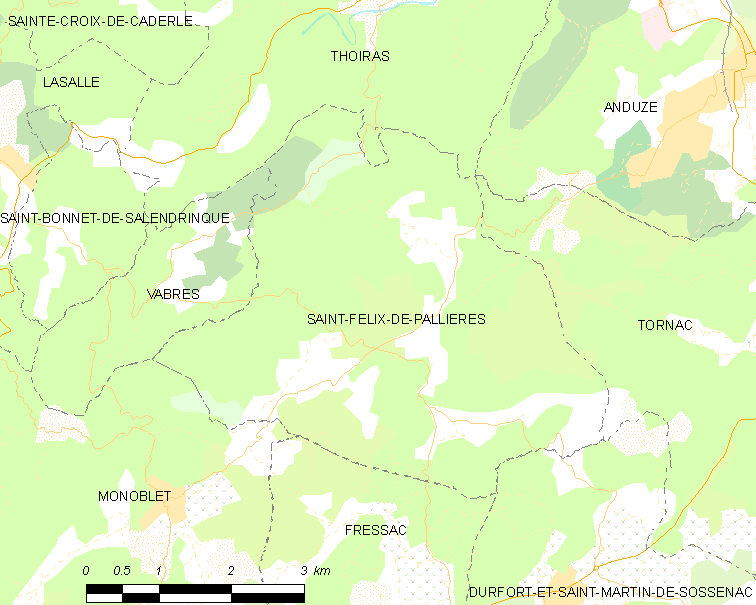
圣费利克斯-德帕利耶尔的OSM定位图

## 行政
圣费利克斯-德帕利耶尔的邮政编码为30140，INSEE市镇编码为30252。

## 政治
圣费利克斯-德帕利耶尔所属的省级选区为基萨克县。

## 人口
圣费利克斯-德帕利耶尔于2022年1月1日时的人口数量为201人。

1962-2008年间圣费利克斯-德帕利耶尔人口变化图示